# Heterotaxis fritzii
A Heterotaxis fritzii é uma espécie de orquídea (Orchidaceae) originária da Colômbia, descoberta por William Mark Whitten, no Orquidário Orquídeas del Valle, em Cali, a qual floresceu em cultivo em Gainsville, Florida, EUA, em 24 de Fevereiro de 2004. Pertence ao grupo de espécies da Heterotaxis crassifolia porém apresenta folhas triquetras (de seção triangular espessa), muito mais carnosas e estreitas.
Em sua publicação original os autores enganam-se ao afirmar ter sido esta espécie descoberta no Equador ao longo da rodovia de Lita a San Lorenzo, próxima a Imbabura, como o próprio Whitten corrige em publicação subsequente.
Publicação da espécie: Heterotaxis fritzii Ojeda & Carnevali, Novon 15: 574 (2005).

Holótipo:FLAS

## Etimologia
O epíteto é uma homenagem a William Fritz, de Union, Missouri, EUA.